# Oleksandr Shevelyukhin
Oleksandr Shevelyukhin, né le 27 août 1982 à Kozyn, est un footballeur ukrainien. Il évolue au poste de défenseur central avec le club du Górnik Zabrze.

## Biographie
Oleksandr Shevelyukhin évolue en Ukraine et en Pologne.
Il joue plus d'une centaine de matchs en Ekstraklasa, marquant six buts.